# Flygolyckan i Örebro 2021
Flygolyckan i Örebro 2021 inträffade den 8 juli 2021, då ett mindre plan av modellen DHC-2 Turbo Beaver med en grupp fallskärmshoppare havererade i närheten av Örebro flygplats. En pilot och åtta fallskärmshoppare befann sig i flygplanet när det havererade; samtliga nio personer ombord förolyckades. Flygplanet hade hyrts in från Skåne av Örebro Fallskärmsklubb.
Vid olyckan kom planet kort efter start, på cirka 100 meters höjd, att hamna i svårigheter varvid planet gjorde en kraftig vänstersväng och därefter gick i marken.

## Haveriutredning
I omedelbar anslutning till olyckan inledde Statens haverikommission en haveriutredning, där man presenterade en statusrapport i januari 2022. I januari 2023 presenterades slutrapporten, där det bland annat konstaterades att planet vid olyckan var baktungt och instabilt, och blev omöjligt att kontrollera när vingklaffarna fälldes in. Kort efter start svängde flygplanet hastigt runt i en sjunkande sväng med stor sidlutning, där planet innan kraschen dök brant för att sedan plana ut lite, innan det slog i marken. Haverikommissionen hittade inte något tekniskt fel på planet som kan ha påverkat olyckan, inte heller något som tyder på att pilotens psykiska eller fysiska tillstånd var nedsatt före eller under flygningen.
Utredningen visade att höjdrodertrimmen var i ett onormalt läge för start och att flygplanet var för baktungt, vilket innebar större spakkrafter än normalt och att flygplanet blev svårare att hantera. Att planet var baktungt berodde på att planet möblerats om och fallskärmshopparna placerats på andra platser för att hålla avstånd på grund av covid-19, samt att en så kallad massa-balansberäkning inte gjordes på korrekt sätt.
Enligt utredningens rapport var en bidragande faktor i olyckan ”latenta” faror som växt fram under en längre period, där bland annat säkerhetsrutiner över tid blivit mindre tydliga och gjort att flygverksamhetens säkerhetsarbete glidit längre ut mot gränsen till det osäkra.